# أل مونتجومري
أل مونتجومري (بالإنجليزية: Al Montgomery)‏ هو لاعب كرة قاعدة أمريكي، ولد في 3 يوليو 1920 في لافينغ في الولايات المتحدة، وتوفي في 26 أبريل 1942 في ويفرلي في الولايات المتحدة.

## وصلات خارجية
- أل مونتجومري على موقعبيزبول رفرنس.كوم (الدوري الرئيسي) (الإنجليزية)